# Monostaechas faurei
Monostaechas faurei is een hydroïdpoliep uit de familie Halopterididae. De poliep komt uit het geslacht Monostaechas. Monostaechas faurei werd in 1958 voor het eerst wetenschappelijk beschreven door Millard. 